# Parafia św. Augustyna w Strahovicach
Parafia św. Augustyna w Strahovicach – jednowioskowa parafia rzymskokatolicka znajdująca się w Strahovicach, w powiecie Opawa, w kraju morawsko-śląskim w Czechach. Należy do dekanatu Hlučín diecezji ostrawsko-opawskiej.
Przed I wojną światową miejscowość Strahovice, jako Strandorf należała do morawskojęzycznej parafii św. Wacława w Krzanowicach w dystrykcie kietrzańskim, tj. niewielkiej części diecezji ołomunieckiej (od 1777 archidiecezji), która po wojnach śląskich znalazła się w granicach Królestwa Prus, a od 1871 w Niemczech.
Po przyłączeniu ziemi hulczyńskiej w 1920 do Czechosłowacji została odłączona od siedziby parafii, więc w 1921 przystąpiono do budowy własnego kościoła, poświęconego w 1924 roku. Pierwszym proboszczem został Czech Josef Vrchovecký, którego w 1941, po przyłączeniu Sudetenlandu do III Rzeszy, zastąpił go Richard Henkes, pallotyn, po śmierci w Dachau błogosławiony Kościoła katolickiego, męczennik. 
Jedynie w latach 1984–1990 parafia nie miała własnego księdza. W 1996 wydzielono z archidiecezji ołomunieckiej nową diecezję ostrawsko-opawską, do której należy parafia.